# Генріх Керган
Генріх Керган (нім. Heinrich Kehrhahn; 17 липня 1881, Рига — 14 травня 1962, Бремен) — німецький офіцер, контрадмірал крігсмаріне.

## Біографія
7 квітня 1900 року вступив в кайзерліхмаріне. Учасник Першої світової війни. Після демобілізації армії залишений в рейхсмаріне. 30 вересня 1930 року звільнений у відставку.
З 1 січня 1938 по 30 квітня 1945 року — імперський комісар Морського управління Бремергафена, одночасно з 26 серпня 1941 по 30 квітня 1945 року — Емдена і Браке. 24 травня 1939 року переданий в розпорядження крігсмаріне. З 4 вересня 1939 по 20 січня 1940 року — заступник імперського комісара Призового суду Гамбурга. З 24 травня 1940 року — начальник управління Військово-морської служби Бремена. 1 лютого 1944 року переданий в розпорядження головнокомандувача флотом на Північному морі. 31 березня 1944 року звільнений у відставку.
З 2 березня 1948 по 30 листопада 1955 року — федеральний уповноважений Морського управління Бремергафена, одночасно з 24 квітня 1948 по 30 листопада 1955 року — Емдена.

## Звання
- Морський кадет (7 квітня 1900)
- Фенріх-цур-зее (19 квітня 1901)
- Лейтенант-цур-зее (27 вересня 1903)
- Оберлейтенант-цур-зее (21 березня 1905)
- Капітан-лейтенант (16 жовтня 1909)
- Корветтен-капітан (14 жовтня 1917)
- Фрегаттен-капітан (1 січня 1924)
- Капітан-цур-зее (1 жовтня 1926)
- Контрадмірал запасу (30 вересня 1930)
- Контрадмірал до розпорядження (1 лютого 1941)

## Нагороди
- Орден Меча, лицарський хрест (Швеція; 6 серпня 1908)
- Орден Корони (Пруссія) 4-го класу (7 серпня 1908)
- Орден «Османіє» 4-го ступеня (Османська імперія; 16 червня 1909)
- Залізний хрест
  - 2-го класу (27 січня 1915)
  - 1-го класу (12 грудня 1917)
- Хрест «За військові заслуги» (Мекленбург-Шверін)
  - 2-го класу (9 червня 1916)
  - 1-го класу (17 червня 1918)
- Військовий Хрест Фрідріха-Августа (Ольденбург) 2-го і 1-го класу (7 січня 1918) — отримав 2 нагороди одночасно.
- Хрест «За вислугу років» (Пруссія) (25 років)
- Почесний хрест ветерана війни з мечами
- Хрест Воєнних заслуг
  - 2-го класу з мечами (21 січня 1941)
  - 1-го класу з мечами (1 вересня 1942)
- Орден «За заслуги перед Федеративною Республікою Німеччина», командорський хрест (31 липня 1956)